# Songthaew

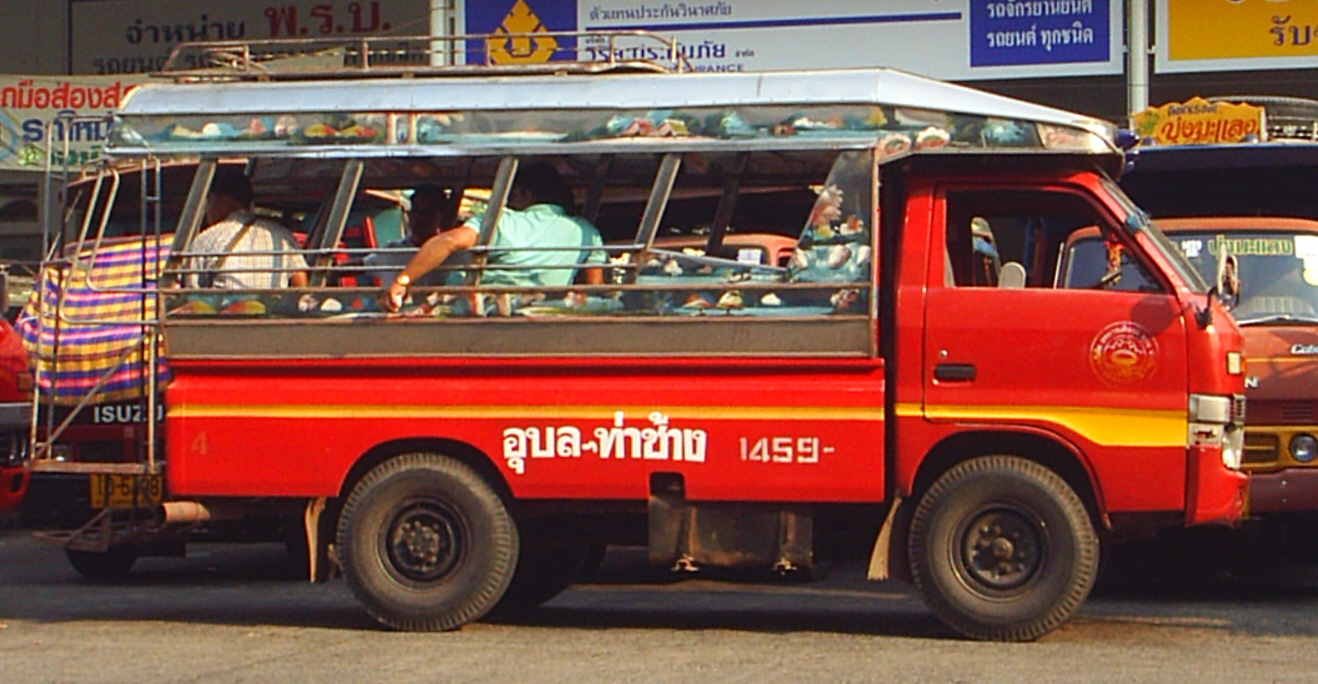
Un songthaew tailandés.

Un songthaew (en tailandés: สองแถว, en malayo: dua baris, en laosiano: ສອງແຖວ) es un vehículo de tipo camioneta o pickup acondicionado para el transporte informal de pasajeros y habitualmente utilizado como taxi o autobús en países del Sudeste Asiático.
Estas camionetas tienen generalmente dos filas enfrentadas de asientos en la parte trasera, que es donde viajan los pasajeros. Deben su nombre precisamente a la disposición de los asientos, ya que su traducción tanto del tailandés como del malayo y laosiano es, literalmente, «dos filas».

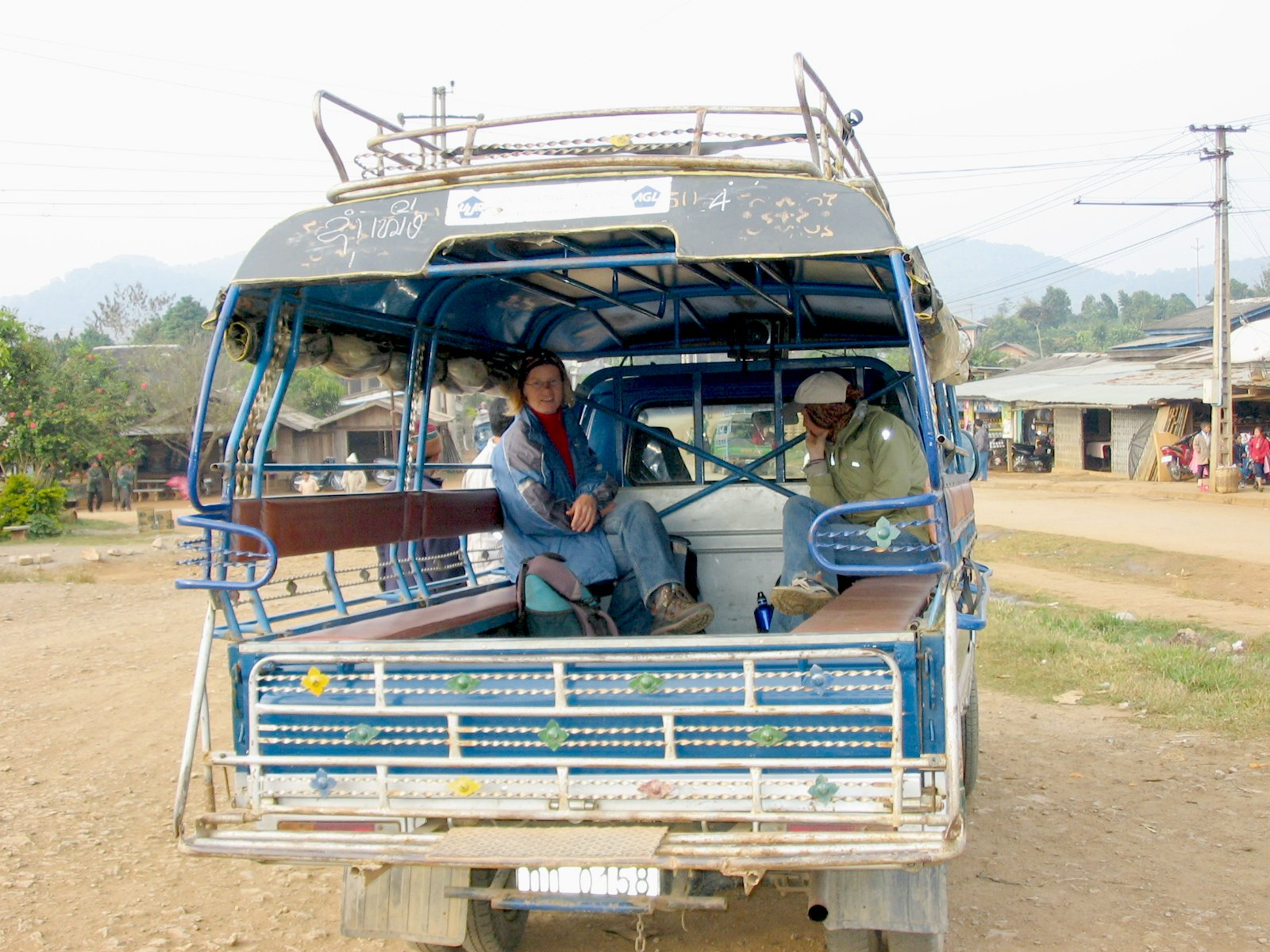
Songthaew laosiano.

Los songthaews son parte del transporte público informal, por lo que no tienen una tarifa oficial y el precio del viaje suele variar, aunque es más barato que el transporte público oficial. En países como Tailandia son muy populares en las grandes ciudades (principalmente para movilizarse desde y hacia las periferias) y en las islas con mayor afluencia turística (donde los pasajeros deben aguardar a completar al menos parte de la capacidad del songthaew, o en su defecto abonar una suma mayor).
Habitualmente tienen un recorrido fijo, con variaciones de precio dependiendo del punto en que desciende el pasajero. En Tailandia se acostumbra a abonar el viaje una vez concluido el trayecto.

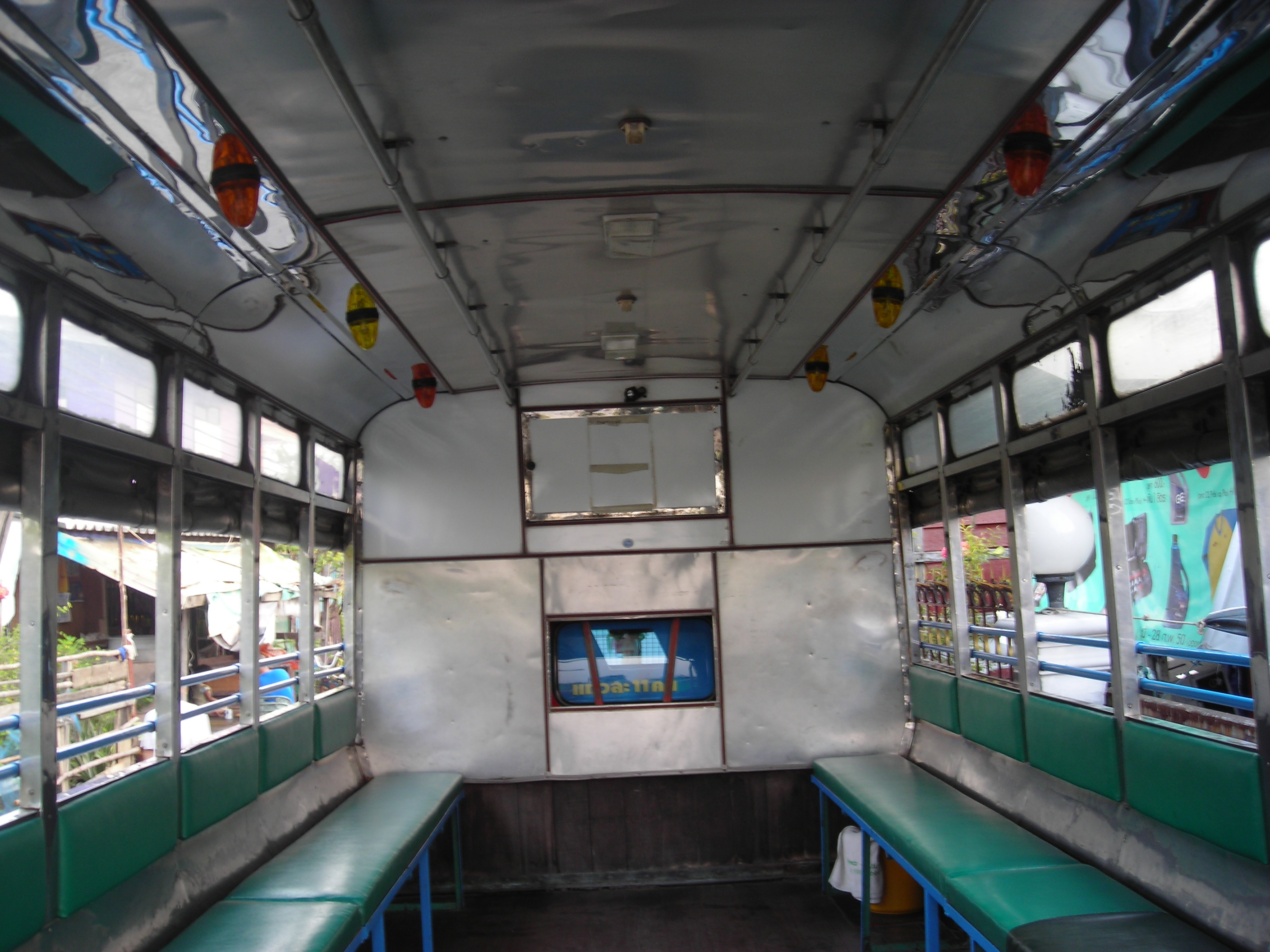
Caja interna donde se ubican los pasajeros.